# Хиллерс, Джон
Джон Карл Хиллерс, англ. John Karl Hillers (1843, Ганновер, Германия — 1925, Вашингтон, США) — американский фотограф родом из Германии.
Служил правительственным фотографом. Первоначально был нанят в качестве лодочника в географическую экспедицию 1871 г., которую возглавлял Джон Уэсли Пауэлл, и с 1872 г. являлся фотографом экспедиции. В течение последующих 20 лет создал огромную коллекцию фотографий «Дикого Запада», и в частности, американских индейцев Запада, которую продолжал расширять и после своей официальной отставки в 1900 году.